# Джексон (гора)
Джексон, Ендрю Джексон (англ. Mount Jackson) — гора в Антарктиді, на Антарктичному півострові, в Землі Палмера. Її висота становить 3184 м над рівнем моря.

## Географія
Гора Джексон лежить у Західній Антарктиді, в центральній частині Землі Палмера (Антарктичний півострів), на захід від берега Блека і на південний схід від плато Дайєра. Вершина розташована за 177,43 км на південь — південний схід, від найближчої вищої гори Маунт-Гоуп (гора Надії, 3239 м, хребет Вічності), за 46 км на південь — південний схід від третьої за висотою вершини землі Палмера — гірського масиву Велч (3015 м, плато Дайєра) та за 275 км на північ від гори Коман (2658 м).
Висота гори становить 3184 м. До 2017 року вершина вважалася найвищою у Землі Палмера і Антарктичного півострова, тому її відносна висота становила — 2187 м, що відносило її до списку вершин «Ультра-піків», найвищих гір Антарктики, де вона, за відносною висотою, займала 13-те місце. Але 11 грудня 2017 року служба Британського Антарктичного дослідження опублікувала прес-реліз, в якому заявлені нові супутникові дані, які виявили, що гора Маунт-Гоуп на 55 м вища, ніж Джексон, і на 377 м вища за свою попередньо встановлену висоту. Тому нова відносна висота вершини була вже вирахована відносно гори Маунт-Гоуп, і склала 1384 м, відповідно вона була виключена зі списку ультра-піків.
Територія землі Палмера, в якій розташована гора, належить до спірних антарктичних територій Англії, Чилі та Аргентини.

## Відкриття та дослідження
Гора була відкрита і вперше обстежена у листопаді 1940 року, в результаті повітряних польотів, членами експедиції Антарктичної програми США (USAP) у 1939—1941 роках і названа — Ернест Гринінг (англ. Mount Ernest Gruening), на честь губернатора території Аляска — Ернеста Генрі Гринінга. Висота вершини була оцінена приблизно в 4200 м. Пізніше USAP перейменувала гору на честь Ендрю Джексона, сьомого президента Сполучених Штатів Америки, який підписав законопроєкт, що дозволив Сполученим Штатам експедиційні дослідження у 1838—1842 роках, на чолі з лейтенантом ВМС США Чарльзом Вілксом, які включали розвідку районів Тихого океану і навколишніх земель, в тому числі Антарктиди. У листопаді 1947 року Британською антарктичною експедицією (BAS), при обстеженні острова Стонінгтона, було досліджено і гору Джексон, при цьому її висота була оцінена в 3050 м, що значно менше і більш точніше, ніж при першій оцінці в 1940 році.
Перше сходження на гору Джексон було зроблено командою на чолі з Джоном Креббом Каннінгеном, Британської антарктичної експедиції (BAS) 23 листопада 1964 року. Вершина була досліджена у 1972 році в рамках досліджень землі Палмера групою геологів.
Точна висота вершини була визначена в 3184 м, при черговому обстежені, Британською антарктичною експедицією (BAS), яка зійшла на пік протягом південного літа 1996-1997 років.